# Panama na Letnich Igrzyskach Paraolimpijskich 2008
Panama na Letnich Igrzyskach Paraolimpijskich 2008 w Pekinie była reprezentowana przez jednego lekkoatletę i jedną pływaczkę. Był to piąty występ Panamy na igrzyskach paraolimpijskich (poprzednie miały miejsce w latach 1992, 1996, 2000 i 2004). 
Reprezentacja Panamy po raz pierwszy nie zdobyła medalu paraolimpijskiego.

## Wyniki

### Lekkoatletyka
| Zawodnik   | Konkurencja            | Eliminacje | Eliminacje | Finał    | Finał   | Źródło |
| Zawodnik   | Konkurencja            | Rezultat   | Miejsce    | Rezultat | Miejsce | Źródło |
| ---------- | ---------------------- | ---------- | ---------- | -------- | ------- | ------ |
| Said Gómez | bieg na 800 metrów B3  | 4:19,60    | 5          | NQ       | NQ      | [ 2 ]  |
| Said Gómez | bieg na 5000 metrów B3 | 16:54,95   | 8          | NQ       | NQ      | [ 3 ]  |

### Pływanie
Kobiety
| Zawodnik        | Konkurencja                   | Eliminacje | Eliminacje | Finał    | Finał   | Źródło |
| Zawodnik        | Konkurencja                   | Rezultat   | Miejsce    | Rezultat | Miejsce | Źródło |
| --------------- | ----------------------------- | ---------- | ---------- | -------- | ------- | ------ |
| Desiree Aguilar | 50 metrów stylem dowolnym S8  | 43,22      | 8          | NQ       | NQ      | [ 4 ]  |
| Desiree Aguilar | 100 metrów stylem dowolnym S8 | 1:31,84    | 5          | NQ       | NQ      | [ 5 ]  |